# Skitnica
Skitnica (niem. Nonnen Wasser) – potok w południowo-zachodniej Polsce, w woj. dolnośląskim, na Pogórzu Izerskim, w prawy dopływ Mrożynki. Długość ok. 3,9 km, źródła na wysokości ok. 480 m n.p.m., ujście – ok. 365 m n.p.m.

## Opis
Wypływa z północnych zboczy Wygorzela na Przedgórzu Rębiszowskim. Płynie początkowo na północ, później na zachód i północny zachód. Przepływa przez Rębiszów w Kotlinie Mirskiej i uchodzi do Mrożynki w Rębiszowie Dolnym